# 宮本杏子
宮本 杏子（みやもと きょうこ、1985年5月24日 - ）は、東京都出身、日本の女優。芸映所属。

## 人物
- 身長：153cm。
- 趣味：サイクリング・ボウリング。
- 特技：歌、日本舞踊、三味線、乗馬5級ライセンス。
- 劇団若草に3歳から所属し、1989年に初舞台。以後、子役として舞台を中心に活躍。
- 一年浪人し2005年日本大学(法学部)に入学。
- 2006年3月劇団若草を卒業、一時フリーとして活動。
- 2008年秋のオーデションで芸映タレントアカデミーに入所。2009年5月より芸映タレントステーションに所属。
- 現在、小劇場を中心に活動中。

## 主な出演作品

### テレビドラマ
- 月曜ドラマスペシャル 石井ふく子年末特別企画『忍ばずの女』（1994年、TBS）（福子役）
- 山田太郎ものがたり 5回・6回 （2007年、TBS）（学生役）
- 蝶々さん （2011年、NHK総合）（下女役）

### バラエティ
- この差って何ですか?（2015年、TBS）番組アシスタント

### CM
- 早稲田塾（2002年 - 2003年）

### 映画
- SP THE MOTION PICTURE　野望編（2010年）

### 舞台
- おさん茂兵衛（1989年、三越劇場）おさよ役
- おさん茂兵衛（1990年、大阪サンケイホール）おさよ役
- 赤毛のアンシリーズ　アンの愛情（1991年、東京芸術劇場・大阪メルパルクホール）　キャサリン役
- オズの魔法使い（1991年、新宿コマ劇場）マンチキン役
- 夜明けの町（1991年、ぐるーぷえいと）
- みすずの世界〜姉と弟と仙崎と〜（1992年、長門市中央公民館）金子みすず役
- オズの魔法使い（1992年、新宿コマ劇場）マンチキン役
- みすずの世界〜天使になって飛べるのよ〜（1992年、東京都児童会館）金子みすず役
- 夕化粧（1993年、名鉄ホール）お弓役
- 鶴来屋おゆう（1993年、明治座）おきみ役
- ウインド・イン・ザ・ウィロー（1993年、青山劇場）プロプシー役
- 夜の鶴（1994年、名鉄ホール）千賀子役
- レ・ミゼラブル（1994年、帝国劇場）リトルコゼット役
- 唐人お吉（1994年、帝国劇場）おはつ役
- ピーターパン（1995年、青山劇場・他）マイケル役
- ピーターパン（1996年、青山劇場・他）マイケル役
- おしん（1996年、宝塚劇場）おしん役
- かたき同志（1996年、名鉄ホール）おその役
- 渡る世間は鬼ばかりIII（1997年、芸術座）小島みか役
- ピーターパン（1997年、青山劇場・他）マイケル役
- おしん（1998年、中日劇場・梅田コマ劇場）おしん役
- 忍ばずの女（1999年、明治座）福子役
- 忍ばずの女（2000年、名鉄ホール）福子役
- 夕やけ小やけでまだ日は暮れぬ（2002年、芸術座）かおる役
- 決定版十一ぴきのねこ（2006年、劇団若草卒業公演）にゃん吾役
- 宇宙旅館（2009年、シアターグリーン）宇宙ダンサーズ役
- 帽子屋さんのお茶の会（2009年、STUDIO・TAKA TAKA BOON!）アリス役
- 奇人怪人サンジェルマン（2010年、YAMANOホール）ダンサー役
- ◎▼□※…『まほろば』！（2011年、シアターイワト）斜陽・国中さおり役
- ラブ☆ガチャ　Vol.2　〜ラブ＋ガチャガチャ〜（2011年、シアターグリーン）草刈友美役
- ミチヲカケル（2011年、シアターグリーン）悟美役
- さらば、青春の光と影（2011年、築地本願寺ブディストホール）小口役
- ラブ☆ガチャ　Vol.3　〜ラブ＋ガチャガチャ〜　（2011年、シアターグリーン）広瀬良子役
- ラブ☆ガチャ de SHOW!! in 石川（2011年、日本元気劇場）草刈友美役
- クリスマス・ローズ（2011年、築地本願寺ブディストホール）ホステス役
- この愛よ叶うなら嬉しいよ（2012年、シアターグリーン）記者、若手俳優役

### その他
- 東京都議会議員選挙　（2009年）　ウグイス
- 参議院議員選挙　千葉選挙区　（2010年）　ウグイス